# Wynnum
Wynnum is een plaats in de Australische deelstaat Queensland en telt 11.719 inwoners (2006).

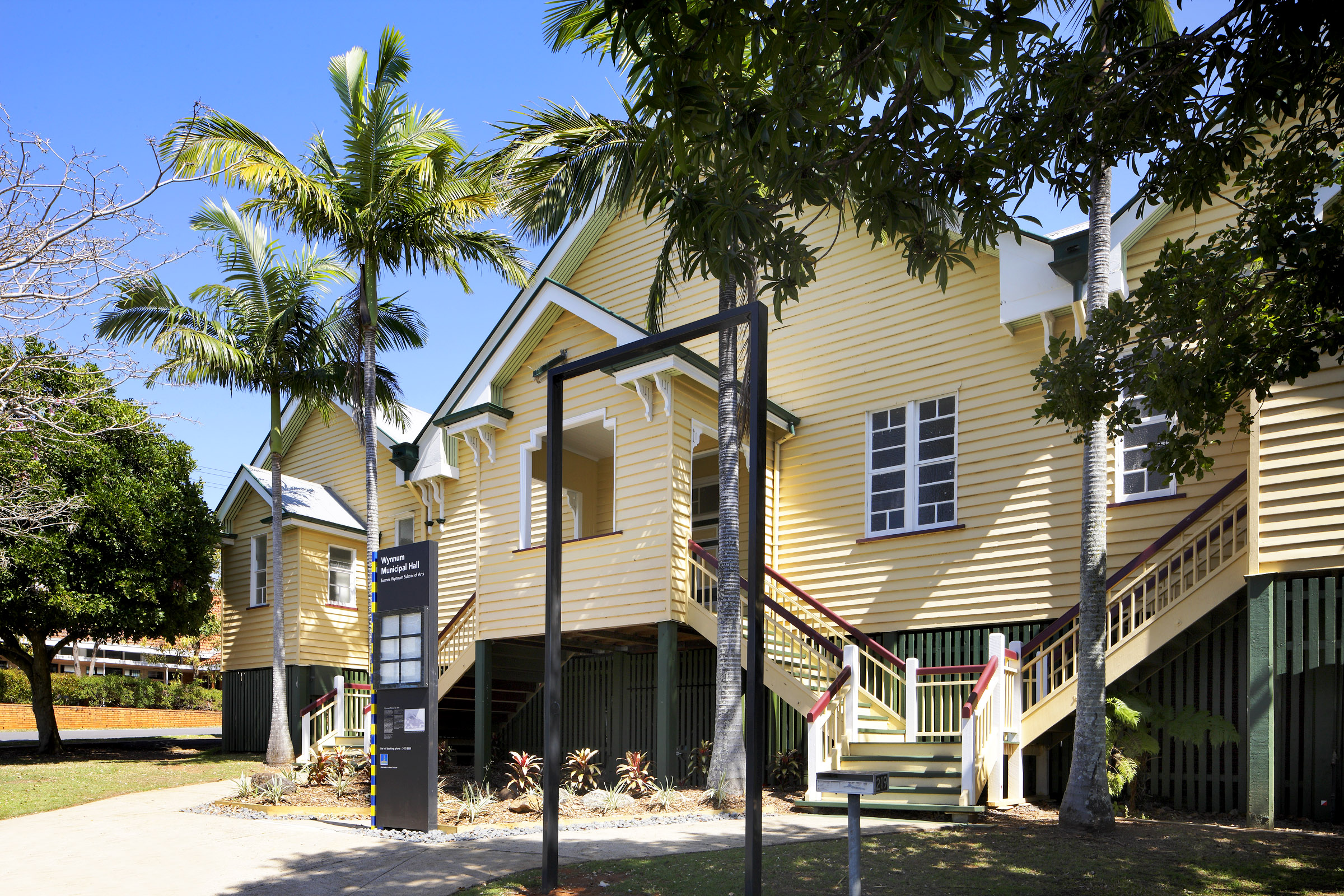
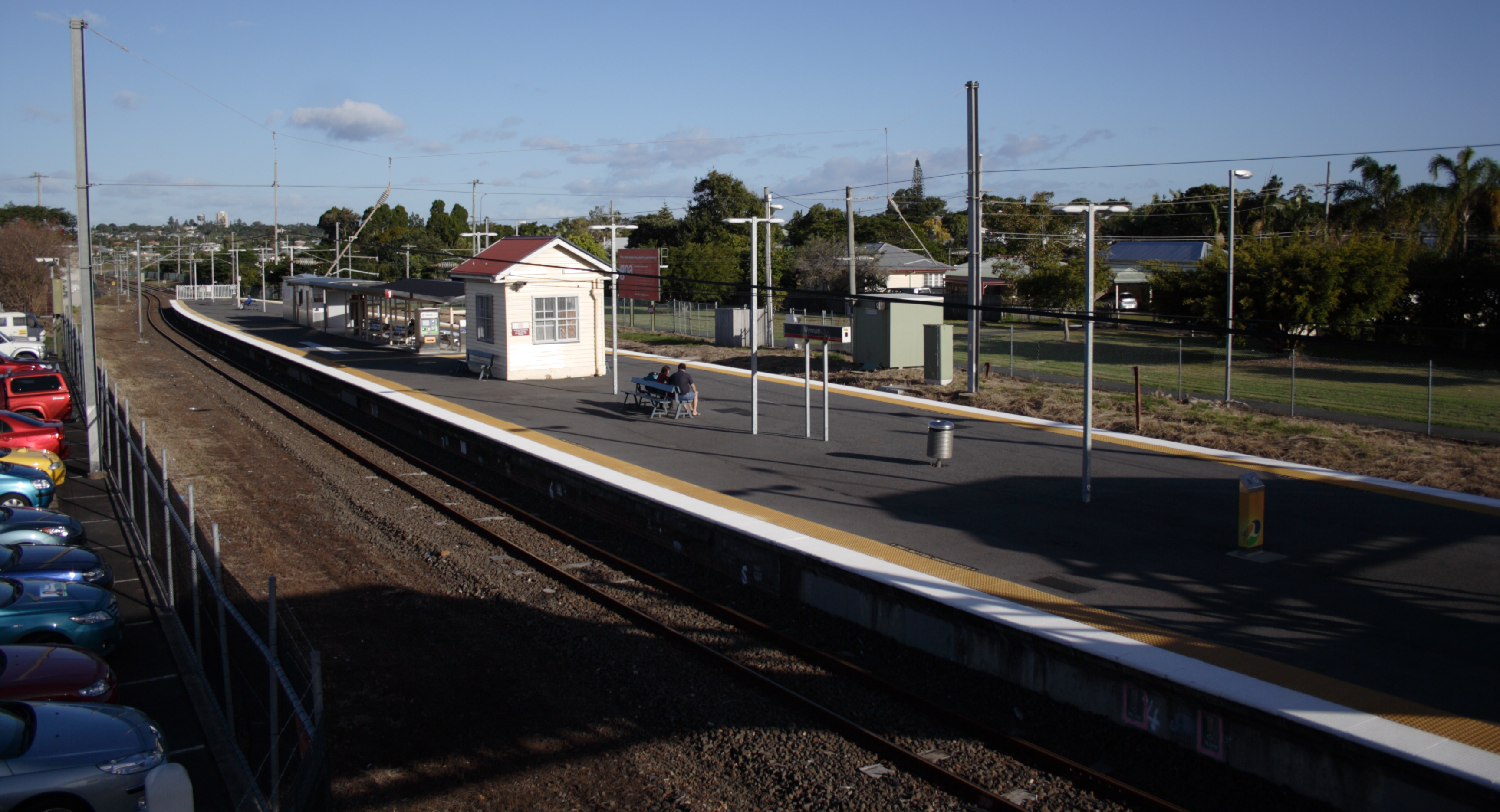
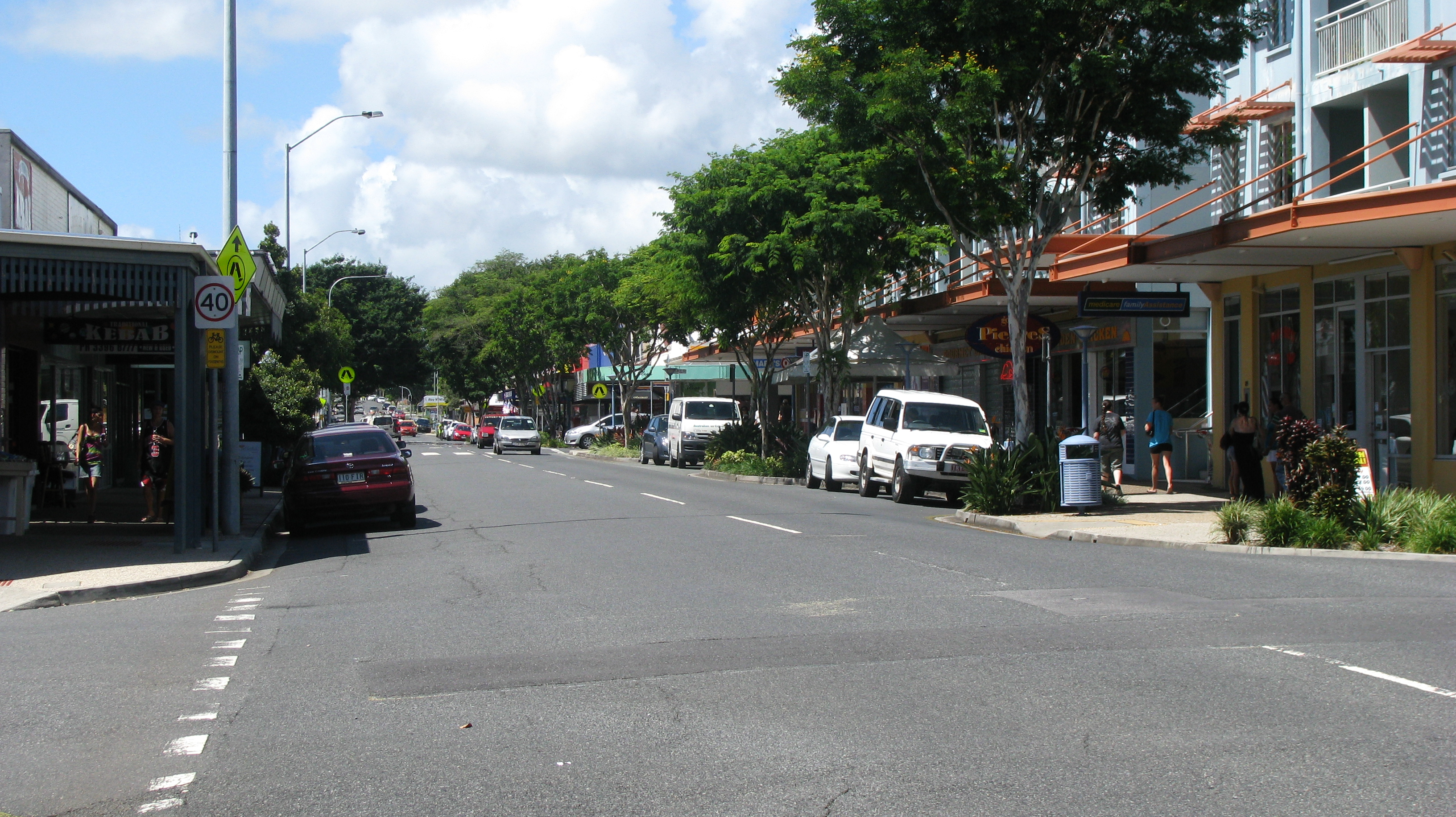